# اوکسنفورد، کوئینزلند
اوکسنفورد (به انگلیسی: Oxenford) یک حومه شهر در استرالیا است که در کوئینزلند واقع شده‌است.